# Wojciech Stec
Wojciech Jacek Stec (ur. 15 października 1940 w Warszawie, zm. 4 grudnia 2024) – polski chemik specjalizujący się w chemii bioorganicznej.

## Życiorys
Wychowywał się w Kolonii Wola Zaradzyńska. Uczęszczał do Szkoły Podstawowej nr 3 w Pabianicach. W 1958 r. ukończył I Liceum Ogólnokształcące im. J. Śniadeckiego w Pabianicach. Od 1962 członek PZPR. W 1963 roku ukończył studia na Wydziale Chemicznym Politechniki Łódzkiej. Podjął pracę w Instytucie Chemii Organicznej PAN, specjalizując się w lekkiej syntezie organicznej. W 1968 r. na Politechnice Łódzkiej uzyskał stopień doktora chemii za rozprawę pt. „Badania nad syntezą i przemianami chemicznymi tetraalkilowych hipofosforanów” (promotor: Andrzej Zwierzak). Stopień doktora habilitowanego nauk chemicznych uzyskał w 1973 r. w Instytucie Chemii Organicznej PAN za pracę pt. „Stereochemia substytucji nukleofilowej na atomie fosforu”. Tytuł profesora nadzwyczajnego otrzymał w 1979 r., a profesora zwyczajnego w 1986 r.
Od 1972 r. (do 2015 r.) pracował w Centrum Badań Molekularnych i Makromolekularnych PAN, gdzie od 1979 r. kierował założonym przez siebie Zakładem Chemii Bioorganicznej. Był jednym z twórców polskiej chemii fosforu w obszarze związków bioorganicznych. Jego wczesne prace dotyczyły syntezy i stereochemii organicznych związków fosforu, w tym syntezy enancjomerów grupy leków przeciwnowotworowych, takich jak cyklofosfamid, ifosfamid i trofosfamid. Jego badania były podstawą opracowania technologii wytwarzania Macdafenu (jednego z leków opartych na ifosfamidzie). Późniejsze zainteresowania obejmowały m.in. oligonukleotydy i ich analogi (fosfotriestry, tiofosforany, selenofosforany, amidofosforany i metylofosfoniany), syntezę stereoselektywną, przypisanie konfiguracji absolutnej na atomie fosforu, stereochemię analogów oligonukleotydów. Był współtwórcą pierwszej metody stereokontrolowanej syntezy tiofosforanowych oligonukleotydów, stosowanych w terapii antysensowej.
Wypromował 30 doktorów, z których część została później profesorami w Polsce z zagranicą, np. Maria Koziołkiewicz (doktorat 1989), Piotr Guga (1991), Agnieszka Krakowiak (1999), Arkadiusz Chworoś (2001) i Bolesław Karwowski (2003). Współtwórca 108 patentów i zgłoszeń patentowych.
W 1994 r. został członkiem korespondentem, a w 2007 członkiem rzeczywistym PAN. Członek Prezydium PAN (2001–2004), wiceprezes PAN (2007–2010), wiceprzewodniczący PAN (1987–1989), przewodniczący Komitetu Biotechnologii PAN (1990–1995). Przewodniczący Komitetu Narodowego ds. Współpracy z Międzynarodowym Centrum Inżynierii Genetycznej i Biotechnologii ICGEB (od 1996 roku). Prowadził wykłady i badania w USA, Chinach, Japonii i Niemczech.
W 2004 roku otrzymał Nagrodę Fundacji na rzecz Nauki Polskiej za otrzymanie nowych biologicznie czynnych związków o dużym potencjale terapeutycznym za pomocą oryginalnej, opracowanej przez siebie metody syntezy tiofosforanowych analogów DNA.

## Publikacje
Był autorem ponad 400 publikacji, w tym ok. 300 recenzowanych artykułów naukowych w czasopismach indeksowanych przez Journal Citation Reports, cytowanych przez innych autorów ponad 8600 razy (2024). W roku 2024 jego indeks H wynosił 51. Do jego najczęściej cytowanych prac należą (w nawiasach liczba cytowań w 2024 r.):
1. Wojciech J. Stec, Gerald Zon, William Egan, Automated solid-phase synthesis, separation, and stereochemistry of phosphorothioate analogs of oligodeoxyribonucleotides, „Journal of the American Chemical Society”, 106 (20), 1984, s. 6077–6079, DOI: 10.1021/ja00332a054 [dostęp 2024-12-12] (ang.). (531)
2. Wayne E. Morgan, Wojciech J. Stec, John R. Van Wazer, Inner-orbital binding-energy shifts of antimony and bismuth compounds, „Inorganic Chemistry”, 12 (4), 1973, s. 953–955, DOI: 10.1021/ic50122a054 [dostęp 2024-12-12] (ang.). (428)
3. Wayne E. Morgan, John R. Van Wazer, Wojciech J. Stec, Inner-orbital photoelectron spectroscopy of the alkali metal halides, perchlorates, phosphates, and pyrophosphates, „Journal of the American Chemical Society”, 95 (3), 1973, s. 751–755, DOI: 10.1021/ja00784a018 [dostęp 2024-12-12] (ang.). (385)
4. Jeremy L. Clark i inni, Design, Synthesis, and Antiviral Activity of 2'-Deoxy-2'-fluoro-2'-C-methylcytidine, a Potent Inhibitor of Hepatitis C Virus Replication, „Journal of Medicinal Chemistry”, 48 (17), 2005, s. 5504–5508, DOI: 10.1021/jm0502788 [dostęp 2024-12-12] (ang.). (267)
5. Duncan Laverty i inni, Cryo-EM structure of the human α1β3γ2 GABAA receptor in a lipid bilayer, „Nature”, 565 (7740), 2019, s. 516–520, DOI: 10.1038/s41586-018-0833-4, PMID: 30602789, PMCID: PMC6364807 [dostęp 2024-12-12] (ang.). (247)
6. P.J. Van Haastert i inni, Competitive cAMP antagonists for cAMP-receptor proteins, „Journal of Biological Chemistry”, 259 (16), 1984, s. 10020–10024, PMID: 6088478 [dostęp 2024-12-12] (ang.). (189)
7. Wojciech J. Stec i inni, Novel route to oligo(deoxyribonucleoside phosphorothioates). Stereocontrolled synthesis of P-chiral oligo(deoxyribonucleoside phosphorothioates), „Nucleic Acids Research”, 19 (21), 1991, s. 5883–5888, DOI: 10.1093/nar/19.21.5883, PMID: 1945876, PMCID: PMC329042 [dostęp 2024-12-12] (ang.). (191)
8. Laurine A. LaPlanche i inni, Phosphorothioate-modified oligodeoxyribonucleotides. III. NMR and UV spectroscoptc studies of the RP-RP, SP-SP, and RP-SP duplexes, [d(GGSAATTCC)] 2 , derived from diastereomeric O-ethyl phosphorothioates, „Nucleic Acids Research”, 14 (22), 1986, s. 9081–9093, DOI: 10.1093/nar/14.22.9081, PMID: 3786144, PMCID: PMC311930 [dostęp 2024-12-12] (ang.). (176)
9. Wojciech J. Stec, Gerald Zon, Bogdan Uznaǹski, Reversed-phase high-performance liquid chromatographic separation of diastereomeric phosphorothioate analogues of oligodeoxyribonucleotides and other backbone-modified congeners of dna, „Journal of Chromatography A”, 326, 1985, s. 263–280, DOI: 10.1016/S0021-9673(01)87452-5 [dostęp 2024-12-12] (ang.). (161)
10. Wojciech J. Stec i inni, Deoxyribonucleoside 3'-O-(2-Thio-and 2-Oxo-"spiro"-4,4-pentamethylene-1,3,2-oxathiaphospholane)s: Monomers for Stereocontrolled Synthesis of Oligo(deoxyribonucleoside phosphorothioate)s and Chimeric PS/PO Oligonucleotides, „Journal of the American Chemical Society”, 120 (29), 1998, s. 7156–7167, DOI: 10.1021/ja973801j [dostęp 2024-12-12] (ang.). (156)
11. Y. Takagi, Recent advances in the elucidation of the mechanisms of action of ribozymes, „Nucleic Acids Research”, 29 (9), 2001, s. 1815–1834, DOI: 10.1093/nar/29.9.1815, PMID: 11328865, PMCID: PMC37246 [dostęp 2024-12-12] (ang.). (151)
12. Wojciech J. Stec i inni, Diastereomers of Nucleoside 3'-O-(2-Thio-1,3,2-oxathia(selena)phospholanes): Building Blocks for Stereocontrolled Synthesis of Oligo(nucleoside phosphorothioate)s, „Journal of the American Chemical Society”, 117 (49), 1995, s. 12019–12029, DOI: 10.1021/ja00154a001 [dostęp 2024-12-12] (ang.). (148)
13. Wojciech J. Stec, Andrzej Wilk, Stereocontrolled Synthesis of Oligo(nucleoside phosphorothioate)s, „Angewandte Chemie International Edition in English”, 33 (7), 1994, s. 709–722, DOI: 10.1002/anie.199407091 [dostęp 2024-12-12] (ang.). (144)
14. René J.W. De Wit i inni, Inhibitory action of certain cyclophosphate derivatives of cAMP on cAMP‐dependent protein kinases, „European Journal of Biochemistry”, 142 (2), 1984, s. 255–260, DOI: 10.1111/j.1432-1033.1984.tb08279.x [dostęp 2024-12-12] (ang.). (143)
15. Zbigniew J. Lesnikowski, Maria Jaworska, Wojciech J. Stec, Octa(thymidine methanephosphonates) of partially defined stereochemistry: synthesis and effect of chirality at phosphorus on binding to pentadecadeoxyriboadenylic acid, „Nucleic Acids Research”, 18 (8), 1990, s. 2109–2115, DOI: 10.1093/nar/18.8.2109, PMID: 2336391, PMCID: PMC330690 [dostęp 2024-12-12] (ang.). (141)
16. Wojciech J. Stec i inni, Measured binding energy shifts of "3p" and "3d" electrons in arsenic compounds, „Inorganic Chemistry”, 11 (2), 1972, s. 219–225, DOI: 10.1021/ic50108a001 [dostęp 2024-12-12] (ang.). (135)
17. Carlos Gonzalez i inni, Structure and Dynamics of a DNA•RNA Hybrid Duplex with a Chiral Phosphorothioate Moiety: NMR and Molecular Dynamics with Conventional and Time-Averaged Restraints, „Biochemistry”, 34 (15), 1995, s. 4969–4982, DOI: 10.1021/bi00015a008 [dostęp 2024-12-12] (ang.). (133)

## Wybrane wyróżnienia i nagrody
- Krzyż Kawalerski Orderu Odrodzenia Polski (1976)[9]
- Medal 40-lecia Polski Ludowej[5]
- Nagroda Miasta Łodzi (1988) [15]
- Kitasato Medal (nadany przez Kitasato University(inne języki), Japonia, 1989)[9]
- Medal Stanisława Kostaneckiego (1990)[9]
- Fogarty Scholar-in-Residence (przyznawana przez NIH) (1991)[9]
- Medal im. Leona Marchlewskiego (1995)[9]
- Złota Odznaka Zrzeszenia Studentów Polskich (1996)[9]
- Krzyż Oficerski Orderu Odrodzenia Polski (1996)[9][16]
- Krzyż Komandorski Orderu Odrodzenia Polski (2004)[9]
- Nagroda Fundacji na rzecz Nauki Polskiej (2004)[10][9]
- Honorowy Obywatel Pabianic (2006)[17]
- Medal Jędrzeja Śniadeckiego (2009)[9]
- Doktorat honoris causa Politechniki Łódzkiej (2012)[18]